# Conus gratacapii
Conus gratacapii é uma espécie de gastrópode do gênero Conus, pertencente a família Conidae.